# Hermann Ebner (Politiker)
Hermann Friedrich Georg Ebner (* 18. Oktober 1834 in Frankfurt-Bornheim; † 27. August 1895 ebenda) war ein deutscher Jurist und Mitglied des Preußischen Abgeordnetenhauses.

## Leben
Nach einem Studium der Rechtswissenschaften mit Promotion zum Dr. jur. war Hermann Ebner als Advokat in Frankfurt tätig und engagierte sich in der Kommunalpolitik. 1866 war er Mitglied der gesetzgebenden Versammlung der Freien Stadt Frankfurt.
Von 1867 bis 1870 hatte er ein Mandat für das Preußische Abgeordnetenhaus, gewählt aus dem Wahlkreis Wiesbaden 1 (Stadtkreis Frankfurt). Zunächst war er fraktionslos, dann Mitglied der Deutschen Fortschrittspartei.
Zu den Wahlen zum Deutschen Reichstag kandidierte er zweimal erfolglos (1874 für den Wahlkreis Wiesbaden 6 und 1881 für den Wahlkreis 7 Heppenheim, Worms, Wimpfen).